# Соколовщина (Диканьский район)
Соколовщина (укр. Соколівщина) — село, Байракский сельский совет, Диканьский район, Полтавская область, Украина.
Село ликвидировано в 1990 году .

## Географическое положение
Село Соколовщина находится в 3-х км от левого берега реки Средняя Говтва, в 1-м км от села Одарюковка. По селу протекает пересыхающий ручей с запрудой.